# McMillan y esposa
McMillan y esposa (en inglés, McMillan and Wife) fue una serie policíaca de televisión, emitida por la cadena NBC entre el 17 de septiembre de 1971 y el 14 de abril de 1977. En su primera temporada, se alternaba en la emisión con las series Columbo, Banacek y McCloud, dentro del espacio NBC Mystery Movie. Los protagonistas eran Rock Hudson como McMillan y Susan Saint James como Sally, su esposa.

## Argumento
La serie se centra en la historia del policía Stewart McMillan y su atractiva, sofisticada y brillante, aunque algo frívola, esposa, Sally. En ocasiones, los McMillan asisten a fiestas y eventos de la alta sociedad, antes de resolver asesinatos, robos y otros delitos. Aparecen igualmente, el Sargento Charles Enright y Mildred, la asistenta del matrimonio. Ambos aportan la perspectiva cómica a la serie.
En la quinta temporada, el personaje de Sally muere en un accidente de avión, al existir problemas contractuales entre la actriz que lo interpretaba y la productora. La serie pasó entonces a llamarse McMillan.

## Reparto
| Actor             | Personaje                |
| ----------------- | ------------------------ |
| Rock Hudson       | Stewart McMillan         |
| Susan Saint James | Sally McMillan           |
| John Schuck       | Sargento Charles Enright |
| Nancy Walker      | Mildred                  |
| Martha Raye       | Agatha                   |
| Bill Quinn        | Jefe de policía Paulson  |
| Mildred Natwick   | Beatrice                 |
| Donna Mills       | Laura                    |
| Richard Gilliland | Sargento Steve DiMaggio  |

## Repercusiones
La serie fue nominada a siete Premios Emmy y cinco Globos de Oro.

## La serie en España
Se emitió por Televisión española entre 1972 y 1976, alcanzando una enorme popularidad. Susan Saint James fue galardonada con los Premios TP de Oro a la Mejor Actriz Extranjera correspondientes a las ediciones de 1972 y 1973, y Rock Hudson como Mejor Actor Extranjero en 1976.
La serie fue doblada por los siguientes actores de voz:
| Actor         | Personaje        |
| ------------- | ---------------- |
| Félix Acaso   | Stewart McMillan |
| Selica Torcal | Sally            |
| Jesús Nieto   | Charles Enright  |
| María Romero  | Mildred          |